# Today (singel)
Today – piosenka alt rockowego zespołu The Smashing Pumpkins, napisana przez jego frontmana, Billy’ego Corgana. Lekka, spokojna warstwa muzyczna utworu kontrastuje z jego gorzkim, ponurym tekstem. Corgan napisał go o dniu, w którym miał myśli samobójcze, na co wskazuje odniesienie do samookaleczenia w refrenie. Mimo tego wyżej wymieniony kontrast z instrumentalizacją i użycie w tekście ironii sprawiło, że wielu słuchaczy nie było świadomych, że tematem piosenki jest depresja i desperacja. W tej rockowej balladzie naprzemiennie pojawiają się cichsze zwrotki i głośniejsze refreny, w których występuje nagromadzenie warstw przesterowanych partii gitarowych.
„Today” została wydana jako drugi singel z drugiego albumu grupy, Siamese Dream, we wrześniu 1993. Chociaż zgodnie z życzeniem Corgana album promował wcześniej otwierający płytę utwór „Cherub Rock”, to właśnie „Today” i następny singel, „Disarm” są uważane przez AllMusic za te, które były odpowiedzialne za popularność Siamese Dream i samego zespołu. „Today” została również przychylnie przyjęta przez krytyków, między innymi magazyn Blender, gdzie w jednym z artykułów napisano:

[„Today”] achieved a remarkable status as one of the defining songs of its generation, perfectly mirroring the fractured alienation of American youth in the 1990s.
[„Today”] osiągnęła status wybitnej, jednej z najważniejszych piosenek swojego pokolenia, idealnie odzwierciedlając alienację amerykańskiej młodzieży w latach dziewięćdziesiątych.

## Historia piosenki

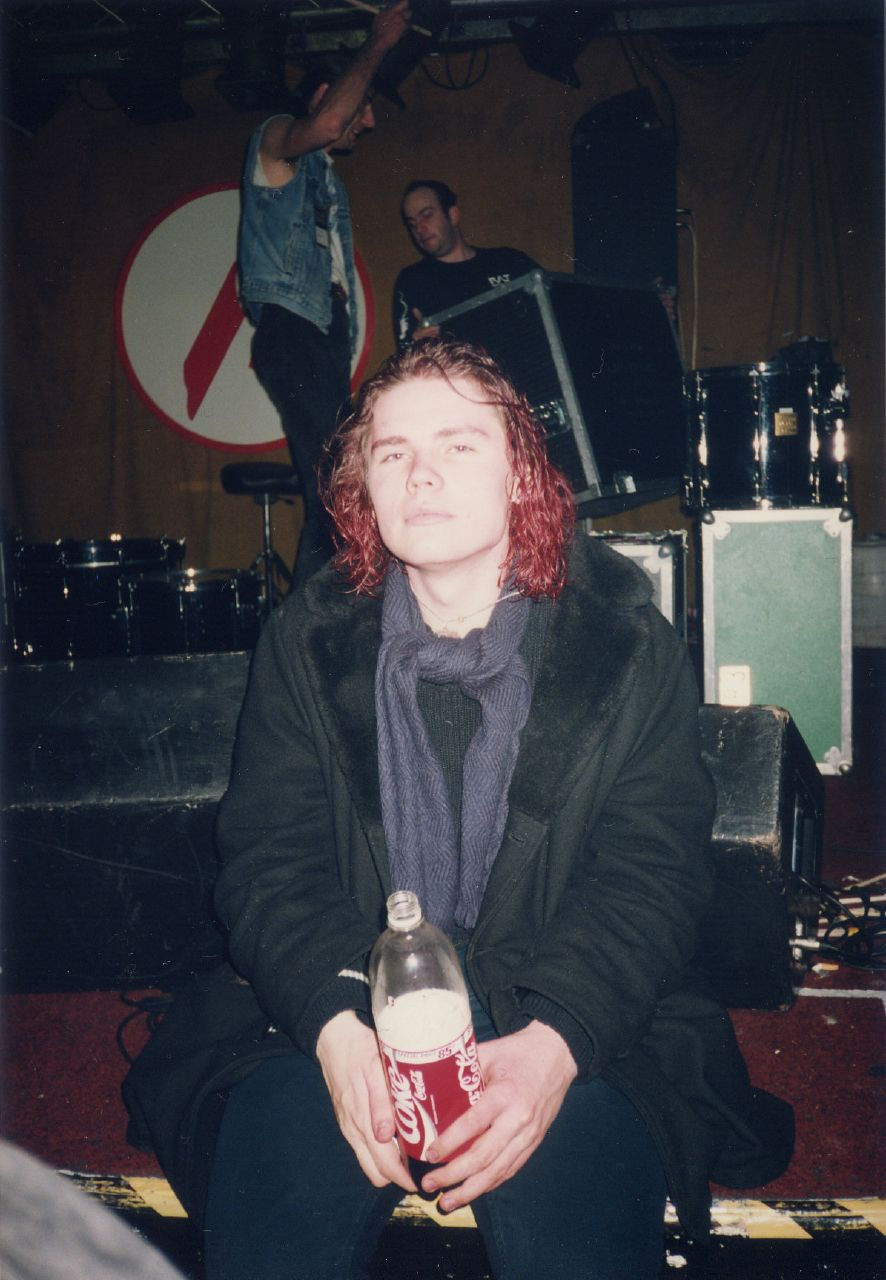
Billy Corgan w 1992

Po wydaniu pierwszej płyty zespołu, Gish, i odniesieniu przez nią pomniejszego sukcesu, The Smashing Pumpkins byli nazywani „nową Nirvaną”. Grupę nękało jednak wtedy wiele problemów: perkusista Jimmy Chamberlin popadał w coraz większe uzależnienie od heroiny; gitarzysta James Iha i basistka D’arcy Wretzky rozstali się po krótkim okresie narzeczeństwa; wokalista i gitarzysta Billy Corgan przechodził kryzys twórczy, a do tego zaczął mieć kłopoty z nadwagą i depresją, które doprowadziły go nawet do rozważań nad samobójstwem. Jak wspominał:

After the first album, I became completely suicidal. It was an eight-month depression, give or take a month, and I was pretty suicidal for about two or three months.
Po pierwszym albumie nachodziły mnie myśli samobójcze. Przez osiem miesięcy, plus minus miesiąc, miałem totalną depresję, a przez dwa czy trzy naprawdę rozważałem samobójstwo.

Pod presją i przy wymienionych komplikacjach członkowie zespołu przystąpili do pracy nad następcą Gish w Triclops Sound Studios w Atlancie.
„Today” to pierwszy utwór napisany przez Corgana na Siamese Dream. Jak powiedział: „Dzień po tym, jak napisałem «Today», usłyszał ją mój menadżer i powiedział, że to hit i, jak sądzę, w pewnym sensie miał rację”. Później frontman dał ją do odsłuchania producentowi Butchowi Vigowi i pozostałym członkom grupy – spotkała się z ich życzliwym przyjęciem. Wówczas „Today” miała już progresję akordów i melodię, ale Corgan czuł, że piosence trzeba riffu otwierającego. W końcu, jak powiedział, „zupełnie znikąd przyszło mi do głowy intro, nuta po nucie. Gdy dodałem ten riff, postać piosenki uległa całkowitej zmianie. Nagle powstał utwór, który zaczynał się cicho, a potem stawał się bardzo głośny”. Niedługo później członkowie zarządu kierowniczego Virgin Records przybyli do studia na wieść o kłopotach nękających zespół, ale również byli zadowoleni demem, co sprawiło, że odwołali następne wizyty. Ich reakcja tylko wzmogła stres, jaki odczuwał Corgan, przez co sam nagrał większość partii gitary i basu zawartych na płycie, także tych, które znalazły się w ostatecznej wersji „Today”.
Prace nad Siamese Dream ostatecznie ukończono cztery miesiące po wyznaczonym przez wytwórnię terminie, przy przekroczeniu wynoszącego 250 tysięcy dolarów budżetu. Zarząd Virgin Records widział w „Today” idealny pierwszy singel, ale Corgan chciał, aby stał się nim „Cherub Rock”, jeden z ostatnich utworów nagranych na album. Ostatecznie uszanowano wolę frontmana grupy, ale mimo że utwór został nazwany przez krytykę „wspaniałym singlem”, odniósł on raczej umiarkowany sukces. „Today” z kolei przysporzył The Smashing Pumpkins popularności dzięki częstej obecności w stacjach radiowych i MTV, także poprzez bardzo dobrze przyjęty teledysk.

## Kompozycja i tekst
„Today” jest utworem napisanym w tonacji Es-dur i granym na gitarze strojonej strojem tradycyjnym. Corgan początkowo rozważał zagranie utworu na gitarze strojonej pół tonu niżej, ale w końcu zmienił zdanie. „Today” to także jedna z piosenek na Siamese Dream, w których Corgan zagrał partie gitary i basu zamiast odpowiednio Ihy i Wretzky dla zachowania spójności i przyspieszenia prac nad albumem; jak później powiedziała basistka, „[Corgan] potrafi zrobić przy trzech podejściach coś, do czego dojście mi zajęłoby może dwadzieścia”.
Piosenka, trwająca 3 minuty i 21 sekund, rozpoczyna się gitarowym riffem, granym na wiolinowych strunach, opartym na pentatonice Es-dur. Corgan używa go, razem z pomniejszymi mutacjami, aby podkreślić poszczególne części lub by zaznaczyć przejścia. Po tym, jak zostaje on zagrany w intrze czterokrotnie, reszta zespołu wchodzi z podkładem akordowym. Utwór składa się zasadniczo ze spokojnych, przywodzących na myśl The Cure zwrotek i głośniejszych refrenów, przypominających te w utworach My Bloody Valentine. Te ostatnie, w których znajdują się nałożone na siebie gitarowe akordy barowe, stanowią typowy przykład charakterystycznego dla grupy napiętrzania warstw gitary rytmicznej. Choć w skład utworu nie wchodzi standardowa solówka, podczas przejścia pojawia się krótka melodia grana na gitarze. Corgan opisywał ją: „Ten gitarowy mostek w C-dur to właściwie odwrócony akord. Potem jest ten dziwny efekt wokalny podczas ostatniej linijki, «I wanna turn you on», poruszający się po głośnikach, wygenerowany przez Roland Space Echo”.
Ponury, ironiczny tekst do „Today” opisuje dzień, w którym Corgana dręczyła depresja i myśli samobójcze, co silnie kontrastuje z instrumentalizacją. Michael Snyder z San Francisco Chronicle napisał, że piosenka jest „zwyczajnie piękna, jak to rockowa ballada”, a przy tym „Corganowi udaje się przekazać ekscytację i tragiczne wyzwolenie, których szuka”. Sam Corgan powiedział z kolei w wywiadzie dla magazynu Rolling Stone:

I was really suicidal […] I just thought it was funny to write a song that said today is the greatest day of your life because it can't get any worse.
Naprawdę rozważałem samobójstwo (…) Pomyślałem, że zabawnie byłoby napisać piosenkę o tym, że dziś jest najwspanialszy dzień w twoim życiu, bo zwyczajnie nie może już być gorzej.

Później porównał pisanie słów do „Today” i „Disarm” do „wyrywania sobie flaków”.

## Teledysk
Teledysk do piosenki, w reżyserii Stéphane’a Sednaouiego, dzięki częstej emisji w stacji MTV, miał jeszcze większy wpływ na popularność grupy niż sama piosenka. Wyprodukowany został kosztem 150 tysięcy dolarów, zadebiutował we wrześniu 1993. Został celowo nagrany za pomocą sprzętu niskiej jakości, podobnie jak kilka innych spośród pierwszych teledysków zespołu. Corgan powiedział, że fabułę oparł na wspomnieniu z dzieciństwa, kiedy sprzedawca lodów tuż przed odejściem z pracy rozdał dzieciom pozostałą mu część towaru. Później Sednaoui dodał do tego własne wizje, zainspirowane filmem Zabriskie Point. Teledysk jest dostępny na płycie DVD The Smashing Pumpkins – Greatest Hits Video Collection (1991-2000), wydanej w roku 2001.
Akcja teledysku rozpoczyna się w momencie, gdy Corgan czyta komiks, ubrany w strój lodziarza. W tle grane są fragmenty intra, aż w końcu rozpoczyna się piosenka. Corgan wsiada do swojej ciężarówki z lodami i rusza nią przez pustynię. Podczas jazdy mija kilka całujących się par. Po pewnym czasie zatrzymuje się, a do samochodu wsiada ubrany w sukienkę Iha. Chwilę później obaj zatrzymują się na stacji benzynowej, gdzie pracownikami są Chamberlin i Wretzky. Iha przebiera się w strój kowboja, po czym wszyscy członkowie grupy w chaotyczny sposób malują ciężarówkę na różne kolory. Wszyscy wsiadają do niej i odjeżdżają, zaś na pobliskich wzgórzach pokazane są kolejne całujące się pary. Corgan zostaje jednak wyrzucony z ciężarówki i po założeniu kowbojskiego kapelusza schodzi z drogi.

## Odbiór
„Today” otrzymała w większości pozytywne recenzje. Ned Raggett z AllMusic opisał piosenkę jako „chwytliwy, przełomowy singel”. Johnny Black z magazynu Blender zauważył, że utwór „osiągnął nadzwyczajny status jednej z najważniejszych piosenek swojego pokolenia”. Robert Christgau uznał „Today” za jedną z najważniejszych piosenek z Siamese Dream. Z drugiej strony, Brett Hickman ze Stylus Magazine w roku 2003 stwierdził, że „nic już nie jest w stanie sprawić, żeby «Today» brzmiała świeżo. To typowy przykład wpływu, jaki radio i MTV mają na niszczenie wspaniałej piosenki”. Pod koniec roku 1993 „Today” znalazła się na szczycie listy najlepszych singli roku opublikowanej przez magazyn Eye Weekly, zajmując również trzydzieste drugie miejsce w podobnym rankingu New Musical Express.
„Today” należy do najlepiej znanych piosenek The Smashing Pumpkins, dodatkowo będąc jedną z pierwszych, które przyniosły zespołowi popularność. W chwili wydania osiągnął najwyższe miejsca na listach przebojów spośród wszystkich już wydanych singli grupy, między innymi czwarte miejsce w notowaniu Modern Rock Tracks, a także dwudzieste ósme na liście Mainstream Rock Tracks i czterdzieste czwarte w brytyjskim UK Singles Chart. Wpływ „Today” na rozwój kariery zespołu docenił Dan Tallis z BBC, nazywając ją w recenzji kompilacji największych przebojów grupy, Rotten Apples, jednym z „hitów, które wprowadzają świetne zespoły alt-rockowe na terytorium rocka stadionowego”. Nick Sylvester z Pitchfork Media z kolei nazwał piosenkę „czerwonym dywanem, po którym The Smashing Pumpkins weszli do ekskluzywnego braterstwa radia alt-rockowego”.

## Inne wydania
„Today” weszła w skład kilku oficjalnych wydawnictw The Smashing Pumpkins, w tym kompilacji największych przebojów Rotten Apples oraz box setu Siamese Singles. Wersja koncertowa utworu, zarejestrowana podczas występu grupy w rodzimym Chicago, zawarta została na płycie Earphoria oraz jej wersji video, Vieuphorii. Poza tym różne wersje piosenki pojawiły się na licznych bootlegach, w tym wielu nieoficjalnych, a także w wersjach akustycznych.
Utwór znalazł się też na kilku składankach, między innymi osiemnastej części brytyjskiej serii Indie Top 20 wydawanej przez czasopismo Melody Maker, będącej zbiorem najważniejszych piosenek indie rocka. Piosenka weszła również w skład kompilacji Rock Am Ring, przygotowanej dla holenderskiej MTV, zawierającej najważniejsze single pierwszej połowy lat dziewięćdziesiątych.

### Covery
Covery piosenki znalazły się na tribute albumach poświęconych grupie. Płyta A Gothic-Industrial Tribute to The Smashing Pumpkins zawiera wersję utworu opartą na muzyce dance w wykonaniu zespołu Shining. Solomon Burke Jr., syn muzyka soulowgo, Solomona Burke’a, nagrał „radykalnie zmodyfikowaną” wersję „Today” na rzecz albumu Midnight in the Patch: Tribute to the Smashing Pumpkins. Pozostałe covery zagrały grupy Armor for Sleep (The Killer in You: A Tribute to Smashing Pumpkins) oraz Death Rawk Boy (Ghost Children/Friends and Enemies). Główny motyw gitarowy został także wykorzystany przez japoński zespół hip-hopowy Dragon Ash w utworze „Grateful Days”.

## Pozycje na listach
| Notowanie              | Pozycja |
| ---------------------- | ------- |
| Modern Rock Tracks     | 4       |
| Mainstream Rock Tracks | 28      |
| UK Singles Chart       | 44      |

## Lista utworów
- CD

1. „Today” – 3:22
2. „Hello Kitty Kat” – 4:32
3. „Obscured” – 5:20

- Winyl 7"

1. „Today” – 3:22
2. „Apathy’s Last Kiss” – 2:42

- Wydanie japońskie singla

1. „Today” – 3:22
2. „Hello Kitty Kat” – 4:32
3. „Obscured” – 5:20
4. „Apathy’s Last Kiss” – 2:42
5. „French Movie Theme” – 3:49

## Twórcy
- Billy Corgan – gitara, wokal
- James Iha – gitara
- D’arcy Wretzky – gitara basowa
- Jimmy Chamberlin – perkusja

## Wyróżnienia
Informacje na podstawie AcclaimedMusic.net.
| Publikacja | Kraj              | Wyróżnienie                                | Rok  | Rank |
| ---------- | ----------------- | ------------------------------------------ | ---- | ---- |
| Eye Weekly | Kanada            | Singles of the Year                        | 1993 | 1    |
| NME        | Wielka Brytania   | Singles of the Year                        | 1993 | 32   |
| Blender    | Stany Zjednoczone | The Greatest Songs Ever!                   | 2001 | *    |
| Q          | Wielka Brytania   | The 1001 Best Songs Ever (2003)            | 2003 | 462  |
| 97X        | Stany Zjednoczone | The 500 Best Modern Rock Songs of All Time | 2006 | 63   |

 (*) – brak kolejności na liście. 